# Euro Hockey Tour 2015/2016
Euro Hockey Tour 2015/2016 byl 20. ročník hokejové soutěže Euro Hockey Tour. Turnaj navazoval na předchozí ročník, a tak v sezóně 2015/2016 proběhly dva turnaje. V listopadu 2015 byl uspořádán turnaj Karjala Cup ve finských Helsinkách a poté v prosinci proběhl ruský turnaj Channel One Cup v Moskvě. V roce 2016 pak již namísto turnajů KAJOTbet Hockey Games v Česku a Oddset Hockey Games ve Švédsku proběhla v únoru série čtyř dvojzápasů a v dubnu a květnu série osmi dvojzápasů. Výsledky z dvojutkání v dubnu se také započítávaly do soutěže Euro Hockey Challenge 2016. Obhájcem prvenství z předchozího ročníku byla švédská hokejová reprezentace, která vítězství dokázala obhájit.

## Karjala Cup
Turnaj Karjala Cup 2015 probíhal od 5. do 8. listopadu 2015 ve finských Helsinkách s jedním venkovním zápasem ve švédském Örnsköldsviku.

## Channel One Cup
Turnaj Channel One Cup 2015 probíhal od 17. do 20. prosince 2015 v ruské Moskvě s jedním venkovním zápasem v Praze.

## Zápasy v roce 2016
V roce 2016 je na programu série dvanácti dvojzápasů.

### Legenda
Toto je seznam vysvětlivek použitých v souhrnech odehraných zápasů.
| - PH1 – Branka v přesilové hře (5 na 4) - PH2 – Branka v přesilové hře (5 na 3) - VO1 – Branka v oslabení (4 na 5) | - VO2 – Branka v oslabení (3 na 5) - SV – Gól při signalizovaném vyloučení - PB – Gól do prázdné branky | - PP – Gól při odvolání brankáře (power play) - ts. – Gól z trestného střílení - vla. – Vlastní gól |

| 11. února 2016 18:30 | Česko | 3 : 2 SN (1:1, 0:0, 1:1; 0:0; 1:0) | Rusko | Werk Arena, Třinec Návštěvnost: 5 200 |  |

| Zpráva                                                                                             | |                                            |                                                                           |                                                                                |
| Dominik Furch                                                                                      | Dominik Furch                                                                                      | Brankáři                                   | Ilja Sorokin                                                              | Rozhodčí: Mikko Kaukokari Anssi Salonen Čároví: Jiří Gebauer Rudolf Tošenovjan |
| L. Krenželok (J. Kovář) – 03:43 M. Řepík (M. Birner, R. Kousal) – 47:59 Lukáš Kašpar Tomáš Vincour | L. Krenželok (J. Kovář) – 03:43 M. Řepík (M. Birner, R. Kousal) – 47:59 Lukáš Kašpar Tomáš Vincour | 1:0 1:1 1:2 2:2 Samostatné nájezdy 1:0 2:0 | 04:07 – S. Shumakov (ts.) 42:48 – R. Ljubimov Sergej Šumakov Nikita Gusev | Rozhodčí: Mikko Kaukokari Anssi Salonen Čároví: Jiří Gebauer Rudolf Tošenovjan |
| 6 min                                                                                              | 6 min                                                                                              | Tresty                                     | 14 min                                                                    | Rozhodčí: Mikko Kaukokari Anssi Salonen Čároví: Jiří Gebauer Rudolf Tošenovjan |
| 39                                                                                                 | 39                                                                                                 | Střely                                     | 31                                                                        | Rozhodčí: Mikko Kaukokari Anssi Salonen Čároví: Jiří Gebauer Rudolf Tošenovjan |

| 11. února 2016 19:00 | Švédsko | 3 : 2 (1:0, 1:0, 1:2) | Finsko | Behrn Arena, Örebro Návštěvnost: 5 500 |  |

| Zpráva | |                     |                                                                        |                                                                                 |
| Markus Svensson | Markus Svensson | Brankáři            | Ville Husso                                                            | Rozhodčí: Roman Gofman Konstantin Olenin Čároví: Andreas Malmqvist Jimmy Dahmén |
| N. Danielsson (M. Johansson) – 00:29 N. Burström (L. Klasen, J. Sundström) – 37:19 J. Sundström (L. Klasen, A. Thuresson) – 41:40 | N. Danielsson (M. Johansson) – 00:29 N. Burström (L. Klasen, J. Sundström) – 37:19 J. Sundström (L. Klasen, A. Thuresson) – 41:40 | 1:0 2:0 3:0 3:1 3:2 | 46:02 – H. Pesonen (P. Lindgren) 55:26 – M. Niemi (T. Mäntylä, S. Aho) | Rozhodčí: Roman Gofman Konstantin Olenin Čároví: Andreas Malmqvist Jimmy Dahmén |
| 8 min | 8 min | Tresty              | 6 min                                                                  | Rozhodčí: Roman Gofman Konstantin Olenin Čároví: Andreas Malmqvist Jimmy Dahmén |
| 31 | 31 | Střely              | 27                                                                     | Rozhodčí: Roman Gofman Konstantin Olenin Čároví: Andreas Malmqvist Jimmy Dahmén |

| 13. února 2016 13:30 | Česko | 2 : 4 (0:1, 1:1, 1:2) | Rusko | Ostravar Aréna, Ostrava Návštěvnost: 9 241 |  |

| Zpráva                                                                                 |                                                                                        |                         | |                                                                              |
| Dominik Furch                                                                          | Dominik Furch                                                                          | Brankáři                | Ilja Sorokin | Rozhodčí: Mikko Kaukokari Anssi Salonen Čároví: Libor Suchánek Jiří Ondráček |
| T. Kundrátek (L. Kašpar, M. Kempný) – 34:20 J. Buchtele (D. Přibyl, M. Kempný) – 50:07 | T. Kundrátek (L. Kašpar, M. Kempný) – 34:20 J. Buchtele (D. Přibyl, M. Kempný) – 50:07 | 0:1 0:2 1:2 2:2 2:3 2:4 | 14:23 – R. Ljubinov (A. Bereglazov, A. Světlakov) 26:14 – A. Sjomin (N. Gusev) (PH1) 50:07 – I. Tělegin (R. Ljubinov) 56:53 – N. Gusev (A. Semin) | Rozhodčí: Mikko Kaukokari Anssi Salonen Čároví: Libor Suchánek Jiří Ondráček |
| 8 min                                                                                  | 8 min                                                                                  | Tresty                  | 6 min | Rozhodčí: Mikko Kaukokari Anssi Salonen Čároví: Libor Suchánek Jiří Ondráček |
| 32                                                                                     | 32                                                                                     | Střely                  | 23 | Rozhodčí: Mikko Kaukokari Anssi Salonen Čároví: Libor Suchánek Jiří Ondráček |

| 13. února 2016 15:30 | Švédsko | 4 : 2 (2:0, 1:2, 1:0) | Finsko | Hovet, Stockholm Návštěvnost: 8 094 |  |

| Zpráva | |                         |                                                                                  |                                                                                 |
| Viktor Fasth | Viktor Fasth | Brankáři                | Juha Metsola                                                                     | Rozhodčí: Roman Gofman Konstantin Olenin Čároví: Jimmy Dahmén Andreas Malmqvist |
| A. Thuresson (J. Sundström) – 12:29 P. Zackrisson (J. Norman) – 16:41 P. Zackrisson (G. Forsling) – 21:25 T. Heed (N. Burström) (PH1) – 40:31 | A. Thuresson (J. Sundström) – 12:29 P. Zackrisson (J. Norman) – 16:41 P. Zackrisson (G. Forsling) – 21:25 T. Heed (N. Burström) (PH1) – 40:31 | 1:0 2:0 3:0 3:1 3:2 4:2 | 31:54 – J. Nättinen (I. Filppula) 34:26 – S. Aho (M. Kalteva, I. Filppula) (PH1) | Rozhodčí: Roman Gofman Konstantin Olenin Čároví: Jimmy Dahmén Andreas Malmqvist |
| 18 min | 18 min | Tresty                  | 16 min                                                                           | Rozhodčí: Roman Gofman Konstantin Olenin Čároví: Jimmy Dahmén Andreas Malmqvist |
| 31 | 31 | Střely                  | 18                                                                               | Rozhodčí: Roman Gofman Konstantin Olenin Čároví: Jimmy Dahmén Andreas Malmqvist |

| 21. dubna 2016 17:30 | Finsko | 2 : 3 (1:2, 1:1, 0:0) | Česko | Oulun jäähalli, Oulu Návštěvnost: 5 893 |  |

| Zpráva                                                                                      |                                                                                             |                     | |                                                                                   |
| Mikko Koskinen                                                                              | Mikko Koskinen                                                                              | Brankáři            | Dominik Furch                                                                                                | Rozhodčí: Mikael Sjöqvist Andreas Harnebring Čároví: Hannu Sormunen Pasi Nieminen |
| T. Sallinen (J. Sallinen, R. Ahonen) – 10:10 S. Aho (M. Granlund, T. Jaakola) (PH1) – 26:09 | T. Sallinen (J. Sallinen, R. Ahonen) – 10:10 S. Aho (M. Granlund, T. Jaakola) (PH1) – 26:09 | 0:1 1:1 1:2 2:2 2:3 | 06:33 – L. Kašpar (M. Kempný, M. Jordán) 19:08 – M. Kempný (T. Kundrátek, P. Koukal) 27:21 – L. Kašpar (ts.) | Rozhodčí: Mikael Sjöqvist Andreas Harnebring Čároví: Hannu Sormunen Pasi Nieminen |
| 2 min                                                                                       | 2 min                                                                                       | Tresty              | 8 min | Rozhodčí: Mikael Sjöqvist Andreas Harnebring Čároví: Hannu Sormunen Pasi Nieminen |
| 29                                                                                          | 29                                                                                          | Střely              | 18 | Rozhodčí: Mikael Sjöqvist Andreas Harnebring Čároví: Hannu Sormunen Pasi Nieminen |

| 21. dubna 2016 19:30 | Švédsko | 4 : 1 (1:0, 3:1, 0:0) | Rusko | Scaniarinken, Södertälje Návštěvnost: 4 815 |  |

| Zpráva | |                     |                                            |                                                                            |
| Jacob Markström | Jacob Markström | Brankáři            | Semjon Varlamov                            | Rozhodčí: Aleksi Rantala Antti Boman Čároví: Emil Wernström Daniel Persson |
| L. Klasen (M. Sörensen) – 00:41 L. Hultström – 24:19 M. Sörensen (P. Cehlin) – 38:42 L. Klasen (R. Rosén) (PH1) – 39:47 | L. Klasen (M. Sörensen) – 00:41 L. Hultström – 24:19 M. Sörensen (P. Cehlin) – 38:42 L. Klasen (R. Rosén) (PH1) – 39:47 | 1:0 2:0 2:1 3:1 4:1 | 24:19 – J. Dadonov (V. Vojnov, V. Šipačov) | Rozhodčí: Aleksi Rantala Antti Boman Čároví: Emil Wernström Daniel Persson |
| 31 min | 31 min | Tresty              | 31 min                                     | Rozhodčí: Aleksi Rantala Antti Boman Čároví: Emil Wernström Daniel Persson |
| 20 | 20 | Střely              | 17                                         | Rozhodčí: Aleksi Rantala Antti Boman Čároví: Emil Wernström Daniel Persson |

| 23. dubna 2016 14:00 | Finsko | 4 : 1 (0:0, 3:1, 1:0) | Česko | Kuopion jäähalli, Kuopio Návštěvnost: 5 123 |  |

| Zpráva | |                     |                                |                                                                                   |
| Mikko Koskinen | Mikko Koskinen | Brankáři            | Pavel Francouz                 | Rozhodčí: Mikael Sjöqvist Andreas Harnebring Čároví: Iikka Kiilunen Pasi Nieminen |
| J. Hietanen (M. Granlund) (PH2) – 20:57 M. Granlund (M. Rantanen) – 31:06 T. Jaakola (M. Granlund) (VO1) – 37:23 T. Kivistö (M. Rantanen, L. Komarov) – 44:25 | J. Hietanen (M. Granlund) (PH2) – 20:57 M. Granlund (M. Rantanen) – 31:06 T. Jaakola (M. Granlund) (VO1) – 37:23 T. Kivistö (M. Rantanen, L. Komarov) – 44:25 | 1:0 1:1 2:1 3:1 4:1 | 25:50 – J. Sekáč (P. Zámorský) | Rozhodčí: Mikael Sjöqvist Andreas Harnebring Čároví: Iikka Kiilunen Pasi Nieminen |
| 8 min | 8 min | Tresty              | 10 min                         | Rozhodčí: Mikael Sjöqvist Andreas Harnebring Čároví: Iikka Kiilunen Pasi Nieminen |
| 24 | 24 | Střely              | 17                             | Rozhodčí: Mikael Sjöqvist Andreas Harnebring Čároví: Iikka Kiilunen Pasi Nieminen |

| 23. dubna 2016 15:30 | Švédsko | 0 : 4 (0:1, 0:1, 0:2) | Rusko | ABB Arena, Västerås Návštěvnost: 4 503 |  |

| Zpráva          |                 |                 | |                                                                            |
| Jacob Markström | Jacob Markström | Brankáři        | Sergej Bobrovskij | Rozhodčí: Aleksi Rantala Antti Boman Čároví: Emil Wernström Daniel Persson |
|                 |                 | 0:1 0:2 0:3 0:4 | 08:00 – S. Sannikov (VO1) 27:17 – V. Šipačov (V. Tichonov) 41:59 – V. Šipačov (J. Dadonov) 51:48 – D. Apalkov (N. Jakupov) | Rozhodčí: Aleksi Rantala Antti Boman Čároví: Emil Wernström Daniel Persson |
| 14 min          | 14 min          | Tresty          | 43 min | Rozhodčí: Aleksi Rantala Antti Boman Čároví: Emil Wernström Daniel Persson |
| 29              | 29              | Střely          | 29 | Rozhodčí: Aleksi Rantala Antti Boman Čároví: Emil Wernström Daniel Persson |

| 27. dubna 2016 19:20 | Česko | 2 : 7 (2:1, 0:2, 0:4) | Švédsko | Hostan aréna, Znojmo Návštěvnost: 3 642 |  |

| Zpráva                                                            |                                                                   |                                     | |                                                                           |
| Dominik Furch                                                     | Dominik Furch                                                     | Brankáři                            | Viktor Fasth | Rozhodčí: Alexej Anisimov Alexej Ravodin Čároví: Vít Lederer Jiří Gebauer |
| T. Zohorna (M. Gulaš) – 05:53 P. Koukal (M. Kempný) (PH1) – 09:06 | T. Zohorna (M. Gulaš) – 05:53 P. Koukal (M. Kempný) (PH1) – 09:06 | 1:0 2:0 1:2 2:2 2:3 2:4 2:5 2:6 2:7 | 15:43 – R. Rosén (R. Gynge) 27:43 – L. Hultström (G. Forsling, L. Klasen) (PH1) 37:49 – P. Cehlin (E. Martinsson, L. Omark) 46:22 – M. Nygren (L. Omark) (PH1) 46:34 – P. Cehlin (L. Omark) 58:01 – R. Rosén (L. Hultström) 58:49 – M. Backlund (L. Omark, P. Cehlin) (PH1) | Rozhodčí: Alexej Anisimov Alexej Ravodin Čároví: Vít Lederer Jiří Gebauer |
| 14 min                                                            | 14 min                                                            | Tresty                              | 12 min | Rozhodčí: Alexej Anisimov Alexej Ravodin Čároví: Vít Lederer Jiří Gebauer |
| 20                                                                | 20                                                                | Střely                              | 35 | Rozhodčí: Alexej Anisimov Alexej Ravodin Čároví: Vít Lederer Jiří Gebauer |

| 28. dubna 2016 18:30 | Rusko | 1 : 3 (1:1, 0:2, 0:0) | Finsko | VTB Ice Palace, Moskva Návštěvnost: 10 420 |  |

| Zpráva                                       |                                              |                 | |                                               |
| Semjon Varlamov                              | Semjon Varlamov                              | Brankáři        | Mikko Koskinen                                                                                            | Rozhodčí: Vladimir Pešina Pavel Hodek Čároví: |
| V. Vojnov (S. Plotnikov, S. Kalinin) – 06:47 | V. Vojnov (S. Plotnikov, S. Kalinin) – 06:47 | 1:0 1:1 1:2 1:3 | 09:43 – L. Komarov (M. Rantanen, M. Granlund) 36:03 – S. Aho (R. Ahonen) 39:59 – T. Pulkkinen (R. Ahonen) | Rozhodčí: Vladimir Pešina Pavel Hodek Čároví: |
| 8 min                                        | 8 min                                        | Tresty          | 10 min | Rozhodčí: Vladimir Pešina Pavel Hodek Čároví: |
| 28                                           | 28                                           | Střely          | 24 | Rozhodčí: Vladimir Pešina Pavel Hodek Čároví: |

| 29. dubna 2016 19:20 | Česko | 7 : 1 (2:0, 1:1, 4:0) | Švédsko | Hostan aréna, Znojmo Návštěvnost: 4 400 |  |

| Zpráva | |                                 |                                       |                                                                                |
| Pavel Francouz | Pavel Francouz | Brankáři                        | Viktor Fasth                          | Rozhodčí: Alexej Anisimov Alexej Ravodin Čároví: Miroslav Lhotský Jiří Svoboda |
| R. Červenka (J. Jeřábek, M. Jordán) – 00:41 D. Pastrňák (R. Červenka, T. Plekanec) – 12:58 L. Kašpar (T. Kundrátek, A. Polášek) – 34:37 R. Šimek (M. Birner, J. Kovář) (PH1) – 50:27 R. Jarůšek (M. Doudera) – 50:36 M. Birner (M. Řepík, R. Šimek) (PH1) – 52:02 R. Kousal (M. Doudera) – 56:38 | R. Červenka (J. Jeřábek, M. Jordán) – 00:41 D. Pastrňák (R. Červenka, T. Plekanec) – 12:58 L. Kašpar (T. Kundrátek, A. Polášek) – 34:37 R. Šimek (M. Birner, J. Kovář) (PH1) – 50:27 R. Jarůšek (M. Doudera) – 50:36 M. Birner (M. Řepík, R. Šimek) (PH1) – 52:02 R. Kousal (M. Doudera) – 56:38 | 1:0 2:0 2:1 3:1 4:1 5:1 6:1 7:1 | 29:33 – M. Backlund (P. Cehlin) (PH1) | Rozhodčí: Alexej Anisimov Alexej Ravodin Čároví: Miroslav Lhotský Jiří Svoboda |
| 16 min | 16 min | Tresty                          | 26 min                                | Rozhodčí: Alexej Anisimov Alexej Ravodin Čároví: Miroslav Lhotský Jiří Svoboda |
| 32 | 32 | Střely                          | 20                                    | Rozhodčí: Alexej Anisimov Alexej Ravodin Čároví: Miroslav Lhotský Jiří Svoboda |

| 30. dubna 2016 16:00 | Rusko | 2 : 3 (1:1, 1:2, 0:0) | Finsko | VTB Ice Palace, Moskva Návštěvnost: 10 419 |  |

| Zpráva                                                                                                   | |                     | |                                                                             |
| Sergej Bobrovskij                                                                                        | Sergej Bobrovskij                                                                                        | Brankáři            | Niklas Bäckström | Rozhodčí: Vladimir Pešina Pavel Hodek Čároví: Sergej Šeljanin Dmitrij Sivov |
| S. Mozjakin (S. Plotnikov, V. Šipačov) (PH1) – 10:14 A. Bělov (S. Mozjakin, A. Burmistrov) (PH2) – 28:16 | S. Mozjakin (S. Plotnikov, V. Šipačov) (PH1) – 10:14 A. Bělov (S. Mozjakin, A. Burmistrov) (PH2) – 28:16 | 1:0 1:1 1:2 2:2 2:3 | 10:39 – J. Koskiranta (S. Aho, J. Hietanen) 24:52 – A. Ohtamaa (L. Kukkonen, S. Aho) 32:42 – T. Pulkkinen (T. Jaakola, S. Aho) (PH1) | Rozhodčí: Vladimir Pešina Pavel Hodek Čároví: Sergej Šeljanin Dmitrij Sivov |
| 10 min                                                                                                   | 10 min                                                                                                   | Tresty              | 12 min | Rozhodčí: Vladimir Pešina Pavel Hodek Čároví: Sergej Šeljanin Dmitrij Sivov |
| 28 | 28 | Střely              | 25 | Rozhodčí: Vladimir Pešina Pavel Hodek Čároví: Sergej Šeljanin Dmitrij Sivov |

## Celková tabulka EHT 2015/2016
| Poř. | Tým     | Z  | V | VP | PP | P | VG | OG | B  |
| ---- | ------- | -- | - | -- | -- | - | -- | -- | -- |
| 1.   | Švédsko | 12 | 7 | 1  | 0  | 4 | 38 | 33 | 23 |
| 2.   | Finsko  | 12 | 6 | 0  | 1  | 5 | 27 | 29 | 19 |
| 3.   | Česko   | 12 | 4 | 2  | 0  | 6 | 32 | 37 | 16 |
| 4.   | Rusko   | 12 | 4 | 0  | 2  | 6 | 35 | 33 | 14 |

## Vysvětlivky k tabulkám a zápasům
- Z – počet odehraných zápasů
- V – počet vítězství
- VP – počet výher po prodloužení (nebo po samostatných nájezdech)
- PP – počet proher po prodloužení (nebo po samostatných nájezdech)
- P – počet proher
- VG – počet vstřelených gólů
- OG – počet obdržených gólů
- B – počet bodů